# Жуиз де Фора
Жуиз де Фора (порт. Juiz de Fora) град је у Бразилу у савезној држави Минас Жераис. Према процени из 2007. у граду је живело 513.348 становника.

## Становништво
Према процени из 2007. у граду је живело 513.348 становника.
| 1991.   | 2000.   |
| ------- | ------- |
| 385,996 | 456,796 |